# Chronologie de l'union de Kalmar
Pour un article plus général, voir Union de Kalmar.
L'union de Kalmar a réuni les royaumes de Danemark, de Norvège et de Suède de 1397 à 1523.

## Fondation de l'Union (1375-1400)

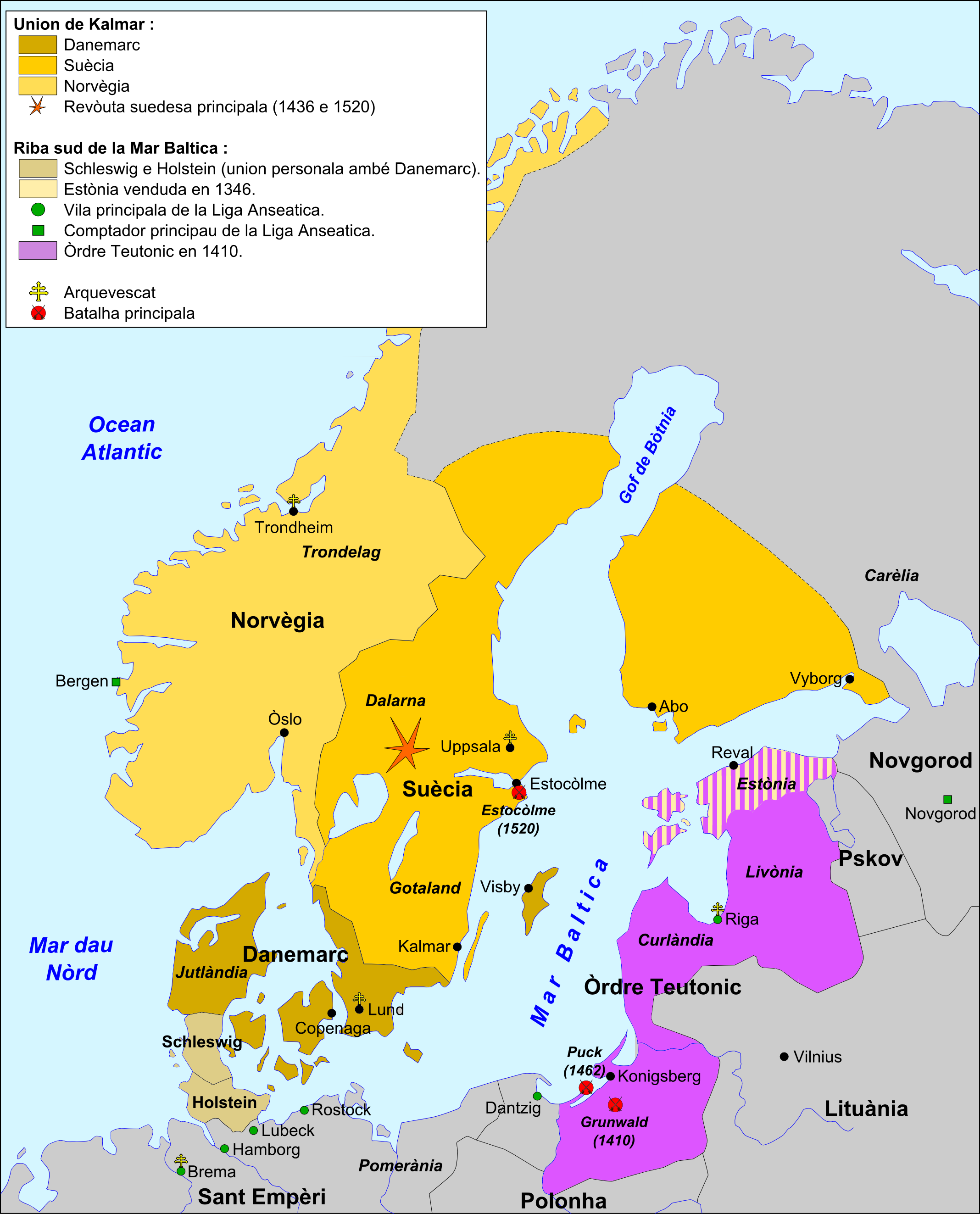
Situation géopolitique de la mer Baltique au XV.

- 1387 : Marguerite Valdemarsdatter (1353–1412) devient reine de Danemark et de Norvège.
- 24 février 1389 : Marguerite devient reine de Suède à la suite de l'abdication du roi Albert de Mecklembourg[1].
- 1389 : Éric de Poméranie, petit-neveu de Marguerite devient roi de Norvège[A 1].
- 23 janvier 1396 : Éric devient roi de Danemark[A 2].
- 22 juillet 1396 : Éric devient roi de Suède[A 2].
- 17 juin 1397 : Couronnement d'Éric de Poméranie, roi de Danemark, de Norvège et de Suède[A 2].
- 20 juillet 1397 : Sous l'impulsion de Marguerite, l'union de Kalmar est scellée entre les trois royaumes de Danemark, de Suède et de Norvège [B 1],[2], à Kalmar (Suède). Les trois royaumes s'accordent pour avoir le même roi bien que les systèmes législatifs restent en théorie distincts[A 3].

## XVesiècle(1401-1500)
- 28 octobre 1412 : mort de Marguerite Valdemarsdatter.
- 1434-1436 : révolte d'Engelbrekt en Suède, menée par Engelbrekt Engelbrektsson contre le roi de l'Union Éric de Poméranie.
  - 4 mai 1436 : assassinat d'Engelbrekt par Magnus Bengtsson[3].
- 5 janvier 1448 : mort de Christophe de Bavière.
  - 20 juin 1448 : l'Union est brisée par l'élection de Karl Knutsson roi de Suède[B 2].
  - 1er septembre 1448 : les Danois élisent Christian Ier roi.
  - 21 octobre 1449 : Karl Knutsson est élu roi de Norvège[B 3].
  - 1450 : Karl Knutsson est contraint de renoncer au trône de Norvège, au profit de Christian.
- 1457 : Karl Knutsson, devenu impopulaire, fuit vers Dantzig[3].
  - 24 juin 1457 : Christian Ier est élu roi de Suède[B 4]. L'Union est rétablie.
- 1464 : Christian est chassé du trône de Suède tandis que Karl Knutsson est rappelé pour redevenir roi[B 5].
  - 12 novembre 1467 : Karl Knutsson devient pour la troisième et dernière fois roi de Suède[3].
- 1470 : mort de Karl Knutsson. Sten Sture le Vieil devient régent du Royaume.
- 21 mai 1481 : mort de Christian Ier. Son fils Jean Ier lui succède[C 1].
- 25 novembre 1497 : Jean Ier, roi de Danemark et de Norvège, devient roi de Suède[C 2].

## Conflits et dissolution (1500-1536)
- 1er août 1501 : la Suède proclame son indépendance. Sten Sture le Vieil redevient régent du Royaume.
- 21 janvier 1504 : à la suite de la mort de Sten Sture, Svante Nilsson devient régent[C 3].
- 1512 : mort de Svante Nilsson. Erik Trolle est élu régent mais doit rapidement céder sa place à Sten Sture le Jeune, fils de Svante Nilsson (élu le 23 juillet)[C 4].
- 22 juillet 1513 : mort de Jean Ier. Christian II lui succède aux trônes de Danemark et de Norvège[C 5].
- 1518-1520 : reconquête de la Suède par Christian II.
  - 1518 : Christian II fait emmener des otages au Danemark. Parmi eux, Gustav Vasa, futur roi de Suède[C 6].
  - 3 février 1520 : mort de Sten Sture le Jeune blessé au cours d'une bataille. Sa veuve Christine Gyllenstierna devient régente de facto.
  - 1er novembre 1520 : la Suède reconnaît Christian II comme étant son roi. Il est sacré par Gustave Trolle le 4 novembre dans la cathédrale de Stockholm[4].
  - 4-10 novembre 1520 : bain de sang de Stockholm.
- 1521-1523 : Guerre suédoise de libération menée par Gustav Vasa.
  - 23 août 1521 : Gustav Vasa est nommé régent de Suède[4].
- 20 janvier 1523 : rébellion contre Christian II au Danemark. Il s'enfuit aux Pays-Bas tandis que son oncle Frédéric Ier lui succède[4].
- 6 juin 1523 : Gustav Vasa est élu roi de Suède : c'est la fin de l'union de Kalmar[4].
- 1er septembre 1524 : traité de Malmö entre la Suède et le Danemark-Norvège[5].
- 10 avril 1533 : mort de Frédéric Ier. Christian III devient roi de Danemark et de Norvège le 4 juillet.
- 28 octobre 1536 : la Norvège devient un royaume dépendant du Danemark[C 7]. Les dernières structures héritées de l'union de Kalmar disparaissent.